# Ahmedija
Ahmedija ili Džamija Sultana Ahmeda (turski: Sultanahmet Camii) je turska državna džamija i znamenitost Istanbula, najvećeg turskog grada i nekadašnje prijestolnice Osmanskog Carstva (od 1453. do 1923.). Ona je jedna od nekolicine znanih i kao Plave džamije zbog plave keramike kojom su ukrašene površine vanjskih zidova. Izgrađena je u razdoblju od 1609. – 1616. god., tijekom vladavine Ahmeda I. Poput ostalih džamija, sadrži grobnicu osnivača, medresu i predvorje. Ahmedija je danas jedna od glavnih turističkih atrakcija u Istanbulu.

## Povijest
Nakon ponižavajućeg mira u Zsitvatoroku kojim je porazom okončao rat Osmanlija protiv Perzije, sultan Ahmed I. je odlučio napraviti veliku džamiju u Istanbulu kako bi udobrovoljio Alahu. Bila je to prva velika džamija nakon 40 godina. Za razliku od prijašnjih džamija koje su Ahmedovi prethodnici plaćali ratnim plijenom, Ahmed je zbog ratnih gubitaka bio primoran posegnuti u državnu blagajnu. Ovo je izazvalo bijes obrazovanih službenika (Alima).
Džamija se počela graditi na prestižnom mjestu negdašnje Konstantinove palače
gledajući na Aja Sofiju (tada najposjećeniju džamiju u Istanbulu) i hipodrom. Veliki dio južne strane džamije se nastavlja na temelje i svodove podruma Konstantinove palače. Nekoliko palača, koje su već postojale na tom mjestu, moralo je biti kupljeno (po velikoj cijeni) i srušeno (poput palače Mehmed-paše Sokolovića).
Gradnja je započela u kolovozu 1609. god. postavljanjem kamena temeljca od strane samog sultana. On je za gradnju zadužio svog kraljevskog arhitekta Mehmed Agu, učenika i glavnog asistenta slavnog Sinana. Organizacija izgradnje je detaljno opisana u osam knjiga koje se danas nalaze u muzeju Topkapı palače. Džamija je svečano otvorena 1617. god. (iako su vrata bila otvorena još od 1616.) molitvom sultana u državnoj loži (hünkâr mahfil). No, posljednji radovi na džamiji su dovršeni tek za njegova nasljednika Mustafe I.

## Odlike
Nacrt džamije se temelji na dvostoljetnoj arhitektonskoj tradiciji osmanskih džamija i Bizantskih crkvi. Ona spaja bizantske elemente obližnje Aje Sofije s tradicionalnom islamskom arhitekturom i smatra se najvećom džamijom klasičnog perioda otomanskog carstva (1437.1703.). Arhitekt Mehmed Aga je uspio spojiti ideje svog učitelja Sinana u neviđenu veličinu i sjaj. No, u unutrašnjosti nedostaje njegove kreativnosti.
Tlocrt džamije je nepravilan jer je arhitekt morao uklopiti neravno tlo na lokaciji. Plan džamije je temeljen na džamiji Šehzadi (1543. – 1548.), prvom važnom djelu arhitekta Sinana, koja je imala isti kvadratičan plan i veliko dvorište. Ovaj hram je nadsvođen sustavom brojnih kupola i polukupola (od kojih svaku podupiru po tri eksedre), a završava velikom kupolom koja ima promjer 23.5 metra i visinu od 43 metra. Kupole podupiri golemi stupovi poput onih na Selimiji u Edirneu. Glavna fasada je gledala na hipodrom. Mehmed Paşa je bio veoma oprezan i dao ih je izgraditi izrazito masivnima, pa su ih podrugljivo prozvali “slonovim stopama”. Ipak, općenit dojam džamije na promatrača je snažan u harmoniji stupnjevanja kupola koje vode prema glavnoj središnjoj kupoli.
Fasada prostranog unutrašnjeg dvorišta je urađena poput onoga na Sulejmaniji, osim dodataka minareta na kutovima kutnih kupola. Dvorište je veliko poput same džamije i okruženo je kolonadom nadsvođenih arkada (revak). Samo monumentalni uski portal dvorišta presjeca kolonadu arkada. U sredini joj se nalazi šestostrana fontana koja izgleda malena prema veličini dvorišta, a njena kupola ima stalaktitnu konstrukciju iznad koje je mala rebrasta kupola na visokom tamburu.
Iznad vrata na zapadnom ulazu se nalazi teški metalni lanac koji je tu stajao kako bi sultan (koji je jedini smio tu ući jašući na konju) morao sagnuti glavu pri ulasku. Ovaj simbolični lanac je osiguravao poniznost vladara u božjoj blizini.
Donji dijelovi unutrašnjih zidova i stubova ukrašeni su s preko 20,000 ručno izrađenih keramičkih pločica s preko 50 raznih oblika tulipana (izrađenih u İzniku (drevna Nicaeja). Dok su pločice donjih nivoa tradicionalnije u dizajnu, one na gornjim galerijama su plamteće u prikazu cvijeća, voća i čempresa. Izrađene su pod budnim okom lončarskog majstora Kaşıcı Hasana i Mustafe Mersin Efendije iz Avanosa (Kapadocija). No, kako je cijenu pločica sultan unaprijed dogovorio i nije se smjela mijenjati, ni kada im je tržišna vrijednost porasla, one kasnije postavljene su slabije kvalitete. Boje su im izblijedile ili se promijenile (crvena u rđavu, a zelena u tamno plavu), a glazura im je izgubila sjaj. Keramika na stražnjem balkonu je od recikliranih pločica s palače Topkapı, koja je bila oštećena u požaru 1574. god.
Više od 200 vitraja zanimljivog dizajna propuštaju prirodno svjetlo koje se spaja sa svjetlošću s lustera u obliku nojevih jaja (zbog vjerovanja kako ovaj oblik onemogućava pojavu paučine). Ukrasi su uglavnom stihovi iz Kurana,  većinom djelo slikara Gubarija, kojeg su smatrali najvećim kaligrafom svog vremena. Podovi su prekriveni tepisima koje vjernici sami mijenjaju ako dotraju i izgube sjaj. Podovi središnje galerije su ukrašeni bogatim inkrustacijama. Središnja kupola ima 28 prozora (od kojih su 4 slijepa), a svaka polukupola ima 14, dok eksedra ima 5.
Mihrab je vješto isklesan od najboljeg marora sa stalatitnim nišama i dvostrukom pločom s natpisima iznad. S desna mu se nalazi bogato ukrašena “propovjedaonica” (minber), odakle Imam vodi molitvu svako podne, petkom i na blagdane. On se nalazi na takvom mjsetu da se može ćuti i kada je džamija najpunija.
Kraljevski kiosk se nalazi u jugoistočnom kutu, a sastoji se od platforme, lože i dvije manje sobe za odmor koje su povezane s kraljevskom ložom (hünkâr mahfil) na gornjoj galeriji. Ona je postala sjedištem velikog vezira za vrijeme pobune Janjičara 1826. god. Ovu ložu nosi 10 stupova i ima svoj osobni mihrab koji je ukrašen ružama od jantara i zlata te sa stotinu pozlaćenih stihova iz Kurana
Na velikim zidnim pločama Ametli Kasım Gubarım, slavni kaligraf iz 17. st., je napisao imena kalifa i stihove iz Kurana, ali su danas zamijenjeni čestim restauracijama.

## Poveznice
- Islamska umjetnost i arhitektura
- Selimija
- Sulejmanija
- Aja Sofija

## Galerija
- Pogled na kupole iz dvorišta
- Ahmedija u sutonu
- Pogled sa Sultanahmedovog trga
- Ahmedija pod reflektorima
- Arkade unutrašnjeg dvorišta i fontana
- Unutrašnjost džamije
- Molitveni dio
- Intarzije na mramoru galerije
- Kratki video
- Džamija sultana Ahmeda Camija iz parka